# Oleiros
Oleiros é uma vila portuguesa pertencente ao Distrito de Castelo Branco, região estatística do Centro e sub-região da Beira Baixa, tendo uma população com menos de 2 000 habitantes.
É sede do Município de Oleiros com 471,09 km² de área e 4.912 habitantes (2024), encontrando-se subdividido em 10 freguesias. O município é limitado a norte pelo município do Fundão, a leste por Castelo Branco, a sul por Proença-a-Nova, a sudoeste pela Sertã e a noroeste pela Pampilhosa da Serra.
No território deste município, deteve a Ordem do Hospital de São João de Jerusalém, de Rodes e de Malta, ou, simplesmente, Ordem de Malta, como é hoje mais conhecida esta antiquíssima Ordem Religiosa e Militar. Razão pela qual o brasão do município ostenta a cruz da referida Ordem.

## Freguesias

Freguesias do município de Oleiros.

O município de Oleiros está dividido em 10 freguesias:
- Álvaro
- Cambas
- Estreito-Vilar Barroco
- Isna
- Madeirã
- Mosteiro
- Oleiros - Amieira
- Orvalho
- Sarnadas de São Simão
- Sobral

| Freguesia              | População (2021) | População (% do município) | Densidade Populacional (hab/km2) | Eleitores (2025) |
| ---------------------- | ---------------- | -------------------------- | -------------------------------- | ---------------- |
| Oleiros-Amieira        | 2 080            | 42,41                      | 14,5                             | 1 928            |
| Estreito-Vilar Barroco | 834              | 17,01                      | 8,9                              | 836              |
| Orvalho                | 638              | 13,01                      | 18,4                             | 445              |
| Mosteiro               | 260              | 5,30                       | 15,2                             | 258              |
| Cambas                 | 254              | 5,18                       | 5,3                              | 266              |
| Álvaro                 | 226              | 4,61                       | 6,7                              | 155              |
| Sarnadas de São Simão  | 167              | 3,41                       | 5,9                              | 165              |
| Madeirã                | 154              | 3,14                       | 7,6                              | 159              |
| Isna                   | 151              | 3,08                       | 5,5                              | 152              |
| Sobral                 | 140              | 2,85                       | 7,5                              | 124              |

## Evolução da População do Município
De acordo com os dados do INE o distrito de Castelo Branco registou em 2021 um decréscimo populacional na ordem dos 9.3% relativamente aos resultados do censo de 2011.
No concelho de Oleiros esse decréscimo rondou os 14.3%
(Obs.: Número de habitantes "residentes", ou seja, que tinham a residência oficial neste município à data em que os censos  se realizaram.)
| Número de habitantes por Grupo Etário ** | Número de habitantes por Grupo Etário ** | Número de habitantes por Grupo Etário ** | Número de habitantes por Grupo Etário ** | Número de habitantes por Grupo Etário ** | Número de habitantes por Grupo Etário ** | Número de habitantes por Grupo Etário ** | Número de habitantes por Grupo Etário ** | Número de habitantes por Grupo Etário ** | Número de habitantes por Grupo Etário ** | Número de habitantes por Grupo Etário ** | Número de habitantes por Grupo Etário ** | Número de habitantes por Grupo Etário ** | Número de habitantes por Grupo Etário ** |
| ---------------------------------------- | ---------------------------------------- | ---------------------------------------- | ---------------------------------------- | ---------------------------------------- | ---------------------------------------- | ---------------------------------------- | ---------------------------------------- | ---------------------------------------- | ---------------------------------------- | ---------------------------------------- | ---------------------------------------- | ---------------------------------------- | ---------------------------------------- |
|                                          | 1900                                     | 1911                                     | 1920                                     | 1930                                     | 1940                                     | 1950                                     | 1960                                     | 1970                                     | 1981                                     | 1991                                     | 2001                                     | 2011                                     | 2021                                     |
| 0-14 Anos                                | 3 718                                    | 3 991                                    | 3 886                                    | 3 891                                    | 4 660                                    | 4 761                                    | 4 679                                    | 3 345                                    | 2 014                                    | 1 173                                    | 618                                      | 394                                      | 287                                      |
| 15-24 Anos                               | 1 956                                    | 1 975                                    | 1 967                                    | 2 197                                    | 2 162                                    | 2 549                                    | 2 606                                    | 2 245                                    | 1 608                                    | 784                                      | 764                                      | 422                                      | 292                                      |
| 25-64 Anos                               | 4 649                                    | 5 140                                    | 5 158                                    | 5 314                                    | 5 943                                    | 6 404                                    | 6 831                                    | 5 950                                    | 4 631                                    | 3 780                                    | 3 039                                    | 2 642                                    | 2 087                                    |
| = ou > 65 Anos                           | 749                                      | 802                                      | 797                                      | 942                                      | 1 072                                    | 1 261                                    | 1 437                                    | 1 590                                    | 1 930                                    | 2 030                                    | 2 256                                    | 2 263                                    | 2 238                                    |

(Obs: De 1900 a 1950 os dados referem-se à população "de facto" (**) ou seja, que estava presente no município à data em que os censos se realizaram. Daí que se registem algumas diferenças relativamente à designada população residente)

## Política autárquica

### Presidentes eleitos
- 2021–2025*: Fernando Marques Jorge (PPD/PSD)[5]
- 2017–2021: Fernando Marques Jorge (PPD/PSD)[6]
- 2013–2017: Fernando Marques Jorge (PPD/PSD)[7]
- 2009–2013: José Santos Marques (PPD/PSD)
- 2005–2009: José Santos Marques (PPD/PSD)
- 2001–2005: José Santos Marques (PPD/PSD)
- 1997–2001: José Santos Marques (PPD/PSD)
- 1993–1997: José Santos Marques (PPD/PSD)
- 1989–1993: José Santos Marques (PSD)
- 1985–1989: José Santos Marques (PSD)
- 1982–1985: Fernando Luís (PSD)
- 1979–1982: Fernando Luís (AD)
- 1976–1979: Fernando Luís (PSD) [8]

*mandato incompleto, substituído no cargo por: 
- 2023–2025: Miguel Alexandre Silva Costa Santos Marques (PPD/PSD)

A 1 de junho de 2023, o então Presidente da Câmara Municipal, Fernando Marques Jorge, renunciou ao mandato por motivos de saúde. 

### Eleições autárquicas[10]
| Data | %       | V       | %      | V      | %     | V     | %              | V            | %              | V  | %              | V   | %  | V  | Participação |                |
| Data | PPD/PSD | PPD/PSD | CDS-PP | CDS-PP | PS    | PS    | FEPU/APU/CDU   | FEPU/APU/CDU | AD             | AD | IND            | IND | NC | NC | Participação |                |
| ---- | ------- | ------- | ------ | ------ | ----- | ----- | -------------- | ------------ | -------------- | -- | -------------- | --- | -- | -- | ------------ | -------------- |
| Data | 1976    | 41,41   | 3      | 39,26  | 2     | 11,08 | -              | 2,22         | -              |    |                |     |    |    |              | 55,04 / 100,00 |
| 1979 | AD      | AD      | AD     | AD     |       |       | 3,81           | -            | 91,74          | 5  | 68,30 / 100,00 |     |    |    |              |                |
| 1982 | 63,94   | 4       | 28,24  | 1      | 2,07  | -     |                |              | 65,18 / 100,00 |    |                |     |    |    |              |                |
| 1985 | 85,10   | 5       |        |        | 8,12  | -     | 1,90           | -            | 59,63 / 100,00 |    |                |     |    |    |              |                |
| 1989 | 70,01   | 4       | 25,31  | 1      | 1,06  | -     | 67,81 / 100,00 |              |                |    |                |     |    |    |              |                |
| 1993 | 73,74   | 4       | 20,22  | 1      | 0,86  | -     | 65,10 / 100,00 |              |                |    |                |     |    |    |              |                |
| 1997 | 71,91   | 4       | 20,89  | 1      | 1,81  | -     | 66,10 / 100,00 |              |                |    |                |     |    |    |              |                |
| 2001 | 64,61   | 4       | 5,31   | -      | 25,82 | 1     | 0,65           | -            | 68,40 / 100,00 |    |                |     |    |    |              |                |
| 2005 | 74,48   | 4       |        |        | 17,26 | 1     | 2,02           | -            | 64,28 / 100,00 |    |                |     |    |    |              |                |
| 2009 | 75,16   | 4       | 18,04  | 1      | 1,80  | -     | 62,15 / 100,00 |              |                |    |                |     |    |    |              |                |
| 2013 | 52,41   | 3       | (a)    | (a)    | 1,36  | -     | 40,53          | 2            | 71,62 / 100,00 |    |                |     |    |    |              |                |
| 2017 | 58,39   | 3       | (a)    | (a)    | 1,81  | -     |                |              | 35,64          | 2  | 72,24 / 100,00 |     |    |    |              |                |
| 2021 | 51,30   | 3       | (a)    | (a)    | 1,92  | -     | 41,39          | 2            |                |    | 73,28 / 100,00 |     |    |    |              |                |

(a) O PS apoiou as listas independentes nas eleições de 2013 e 2021 e a do NC em 2017.

### Eleições legislativas
| Data | %     | %     | %     | %    | %     | %     | %       | %     | %     | %    | %    | %    | %       | %     | %    | %    |
| Data | PSD   | CDS   | PS    | PCP  | UDP   | AD    | APU/CDU | FRS   | PRD   | PSN  | BE   | PAN  | PSD CDS | CH    | IL   | L    |
| ---- | ----- | ----- | ----- | ---- | ----- | ----- | ------- | ----- | ----- | ---- | ---- | ---- | ------- | ----- | ---- | ---- |
| 1976 | 39,87 | 32,14 | 16,25 | 1,24 | 0,53  |       |         |       |       |      |      |      |         |       |      |      |
| 1979 |       | AD    | 9,19  | APU  | 0,78  | 83,43 | 1,97    |       |       |      |      |      |         |       |      |      |
| 1980 | FRS   | AD    | 0,35  | APU  | 80,24 | 2,64  | 10,22   |       |       |      |      |      |         |       |      |      |
| 1983 | 61,76 | 14,18 | 15,74 | APU  | 0,32  |       | 1,75    |       |       |      |      |      |         |       |      |      |
| 1985 | 62,66 | 9,55  | 11,44 | APU  | 0,77  | 1,34  | 9,21    |       |       |      |      |      |         |       |      |      |
| 1987 | 83,80 | 3,29  | 7,08  | CDU  | 0,28  | 0,75  | 0,94    |       |       |      |      |      |         |       |      |      |
| 1991 | 77,93 | 4,13  | 13,54 | CDU  |       | 0,31  | 0,66    | 1,30  |       |      |      |      |         |       |      |      |
| 1995 | 62,39 | 6,52  | 26,65 | CDU  | 0,45  | 0,37  |         |       |       |      |      |      |         |       |      |      |
| 1999 | 60,67 | 4,83  | 30,11 | CDU  |       | 1,05  | 0,58    |       |       |      |      |      |         |       |      |      |
| 2002 | 65,38 | 7,77  | 22,90 | CDU  | 0,36  | 0,52  |         |       |       |      |      |      |         |       |      |      |
| 2005 | 51,26 | 8,65  | 32,55 | CDU  | 0,75  | 1,48  |         |       |       |      |      |      |         |       |      |      |
| 2009 | 55,37 | 7,67  | 24,89 | CDU  | 1,34  | 3,60  |         |       |       |      |      |      |         |       |      |      |
| 2011 | 62,49 | 8,68  | 19,47 | CDU  | 1,02  | 1,10  | 0,38    |       |       |      |      |      |         |       |      |      |
| 2015 | CDS   | PSD   | 21,77 | CDU  | 1,92  | 4,29  | 0,61    | 62,67 | 0,06  |      |      |      |         |       |      |      |
| 2019 | 49,17 | 3,91  | 27,59 | CDU  | 1,66  | 6,39  | 1,26    |       | 0,92  | 0,17 | 0,17 |      |         |       |      |      |
| 2022 | 46,10 | 1,80  | 35,89 | CDU  | 0,83  | 2,16  | 0,50    | 6,26  | 1,40  | 0,22 |      |      |         |       |      |      |
| 2024 | AD    | AD    | 23,13 | CDU  | 48,57 | 0,60  | 1,70    | 0,37  | 15,50 | 1,70 | 1,03 |      |         |       |      |      |
| 2025 | CDS   | PSD   | 19,02 |      |       |       | 0,55    |       |       |      | 0,72 | 0,58 | 52,79   | 14,98 | 2,48 | 1,03 |

## Monografia

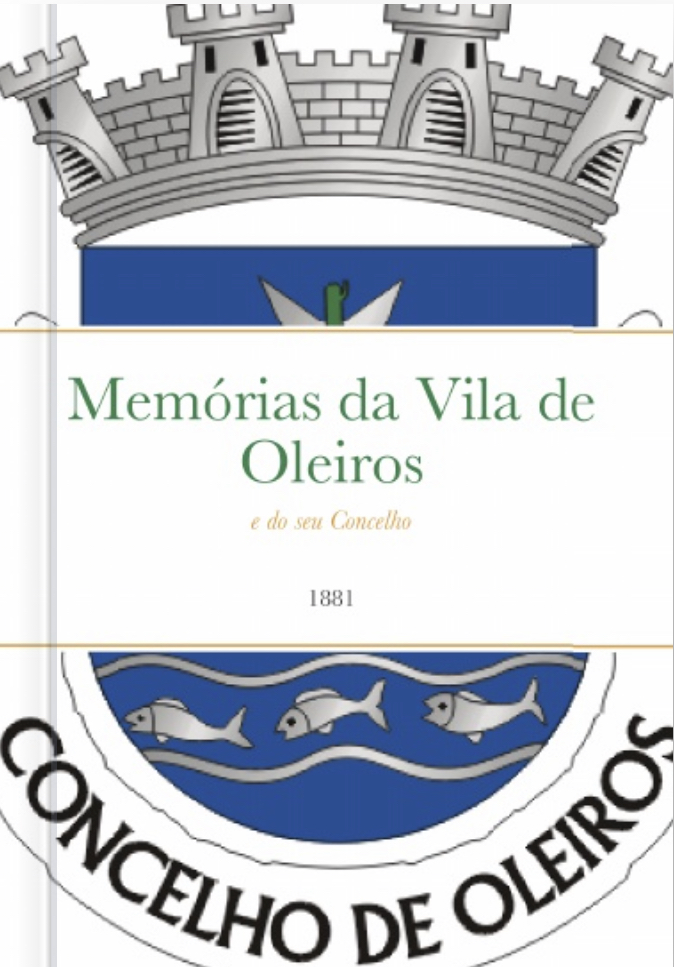
[http://www.lulu.com/en/us/shop/joao-maria-pereira-damaral-e-pimentel/memorias-da-villa-de-oleiros-e-do-seu-concelho/paperback/product-wne9r6.html?page=1&pageSize=4 Versão moderna da monografia de Oleiros

Há um livro de 1881 que descreveu a vila e o seu concelho com considerável pormenor. O seu autor foi o bispo de Angra, um natural de Oleiros. Naturalmente que atualmente, o interesse da obra é histórico. Mas e de leitura obrigatória para qualquer pessoa que seja de Oleiros, aí more ou por Oleiros se interesse. Para referencias de onde adquirir uma versao facsimilada da obra, ver as notas.

## Economia
No sector primário, a castanha e o medronho são os produtos mais importantes da economia local. Em algumas freguesias parte do rendimento das famílias vem da castanha. O município de Oleiros foi, em tempos, um dos principais produtores da castanha. 
Existe também a produção de vinho Callum.

## Educação
No concelho existe o Agrupamento de Escolas Padre António de Andrade, do qual fazem parte os seguintes estabelecimentos:
- Escola Básica do 1º ciclo com jardim de infância de Estreito
- Escola Básica do 1º ciclo com jardim de infância de Oleiros
- Escola Básica do 1º ciclo com jardim de infância de Orvalho
- Escola Básica e Secundária Padre António de Andrade

## Geografia

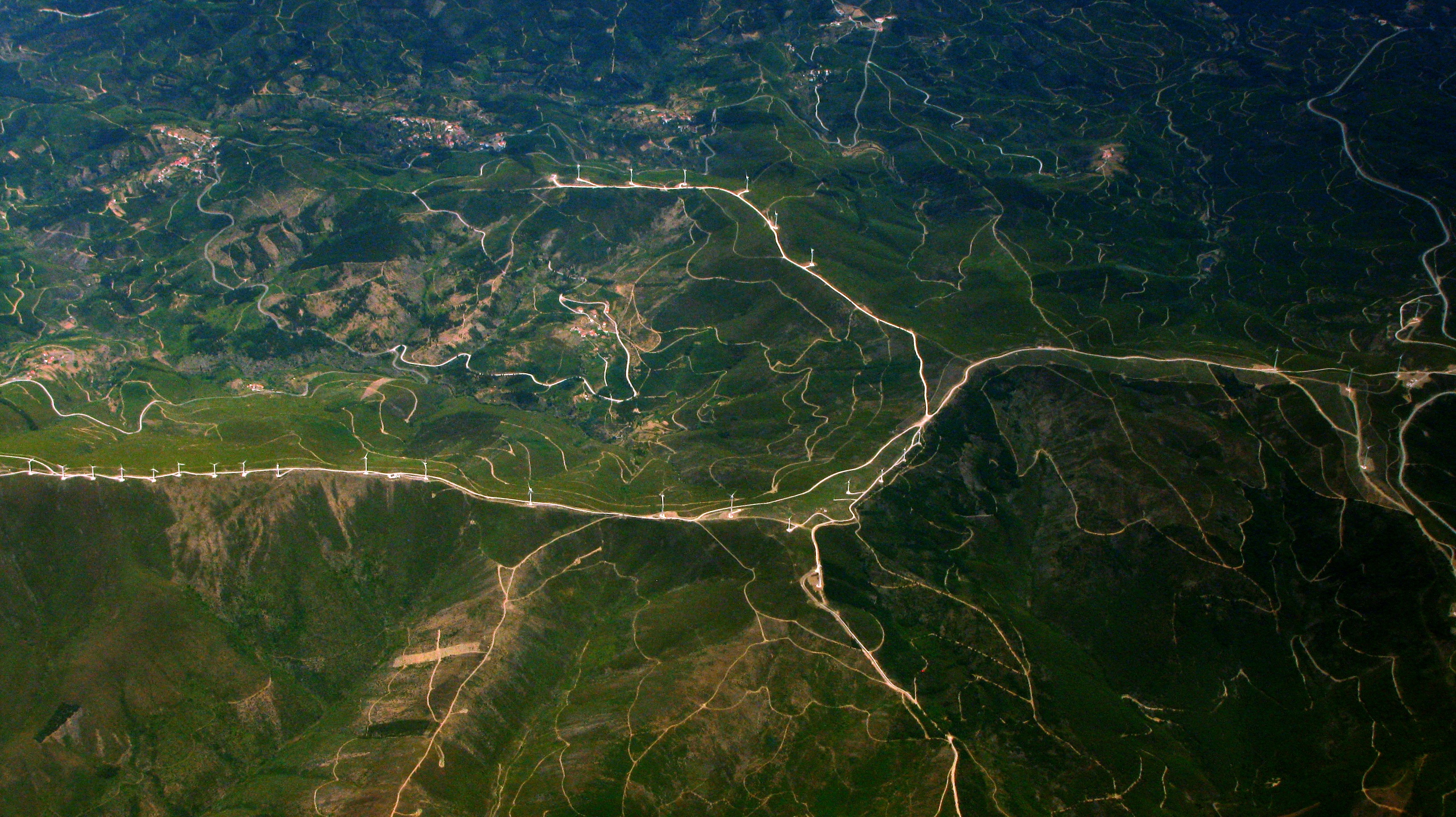
Vista aérea de Oleiros

A vila de Oleiros é, sem dúvida, o núcleo central da hierarquia porque é ela que não só polariza a atividade económica e administrativa do município, como também possui o mais significativo número de equipamentos coletivos e de apoio à atividade socioeconómica.
A sua capacidade de atracão sobre o resto do município é manifestamente superior aos restantes aglomerados, porque detém uma posição chave na estrutura posicional de oferta e acesso a bens e serviços, Paralelamente, é o aglomerado de maior volume populacional e urbanístico.
Terra de paisagem quase sempre grandiosa, Oleiros dispõe, um pouco por todo o município, de imensos locais capazes de proporcionar excelentes panorâmicas.

## Geologia
Do ponto de vista geológico, a região em que o município se insere possui uma grande uniformidade, sendo constituída essencialmente por xistos. Sobre estes, jazem por vezes, possantes bancadas de quartzitos que, pela sua dureza, sobressaem na paisagem. A montante das soleiras de rocha dura que as cristas de quartzito proporcionam, desenvolvem-se meandros de dureza, dissimétricos. Ao atravessarem os afloramentos quartzíticos, os rios ou provocam imponentes vales em garganta ou, quando incapazes de talhar a rocha, despenham-se através de quedas de água. As formas salientes mais importantes que se levantam na área do município são as serras de Alvelos, do Muradal e da Lontreira, fazendo parte do Maciço Central.

## Ecologia
O pinheiro é hoje a principal árvore do município, sendo elevado o seu valor económico tanto no que respeita a madeiras como a resina e seus derivados, de tão grande aplicação e consumo nos nossos dias. A nível industrial verifica-se a existência de algumas unidades (indústria de madeiras, metalomecânica, mármores, agroindustrial) na maior parte das freguesias, registando-se uma maior expressão em Oleiros.

## Património
Em Oleiros existem vários edifícios que se podem englobar no património artístico; Igreja Matriz de Oleiros, Igreja da Misericórdia de Oleiros e todo um conjunto de Igrejas ou Capelas espalhadas pelas aldeias do município.
Para além destes monumentos de elevado valor patrimonial e interesse artístico, ainda se encontram inúmeros edifícios, não só de arquitetura erudita mas também de feição mais popular. No entanto o seu património é mais vasto e engloba simultaneamente os valores paisagísticos do meio natural e todas as manifestações etnológicas como sejam usos e costumes, festas e romarias, música, cantares populares, cozinha tradicional, etc..

## Geminações
A vila de Oleiros é geminada com:
- Saint-Doulchard, Cher, França

## Naturais ilustres
Adriano Antão Barata Salgueiro (Oleiros, 1814 - Lisboa, 6 de Maio de 1895) foi um prestigiado advogado português, benemérito da cidade de Lisboa por ter cedido parte dos seus terrenos para nesta construir a Avenida da Liberdade.

## Gastronomia
O prato regional mais famoso da vila de Oleiros é o cabrito estonado à moda de Oleiros. Merece também destaque o vinho calum cultivado nalgumas freguesias de Oleiros, em particular em Mosteiro, ao longo das margens da ribeira da Sertã, o maranho da Sertã , bem como as típicas filhós (ou filhoses) e as tigeladas (espécie de pudim).

## Festas e Romarias
- Janeiro: Festas em honra de São Sebastião (Vilar Barroco, Oleiros, Castelo Branco; dia móvel, sempre ao 4º fim de semana de Janeiro)

20 Janeiro: Festa de S. Sebastião (Oleiros, Castelo Branco)
- Fevereiro: Festas em honra de Nossa Senhora das Candeias (Ameixoeira, Oleiros, Castelo Branco; dia móvel, sempre ao 1º fim de semana de Fevereiro)

- Fevereiro ou Março: Festa das Mougueiras (Mougueiras, Oleiros, Castelo Branco, dia móvel, sempre no fim de semana de Carnaval)

- Abril ou Maio: Festas em honra de Nossa Senhora da Saúde (Rabaças, Oleiros, Castelo Branco; festa móvel, sempre no 2º domingo (15 dias) depois da Páscoa)

- Maio:

Festas de Santo Amaro (Sendinho de Santo Amaro, Oleiros, Castelo Branco, sempre ao 5º fim de semana de Maio)

Festa de Santo António (Foz Giraldo, Oleiros, Castelo Branco, sempre ao 5º fim de semana de Maio

- Julho:

Festas de Santa Bárbara (Roda, Oleiros, Castelo Branco, sempre no 1º fim de semana de Julho)

Festas de São Lourenço (Sarnadas de Álvaro, Oleiros, Castelo Branco, sempre no 2º fim de semana de Julho)

Festas de Nossa Senhora dos Bons Caminhos (Moucho, Oleiros, Castelo Branco, sempre no 2º fim de semana de Julho)

Festas em honra de São Simão (Sarnadas de S. Simão, Oleiros, Castelo Branco; dia móvel, sempre no 3º fim de semana de Julho)

Festas de São Tiago (Álvaro, Oleiros, Castelo Branco, dia móvel, sempre ao 3º fim de Julho)

Festas de Nossa Senhora das Dores (Vale do Souto, Oleiros, Castelo Branco, dia móvel, sempre no 3º fim de semana de Julho)

Festas de Nossa Senhora do Carmo (Madeirã, Oleiros, Castelo Branco, dia móvel, sempre no 3º fim de semana de Julho)

Festas em honra da Nossa Senhora da Penha (Estreito, Oleiros, Castelo Branco; dia móvel, sempre no 4º fim de semana de Julho)

- Agosto:

Festas de São José das Póvoas ( Póvoas, Estreito, Oleiros, Castelo Branco, sempre no 1º fim de semana de Agosto)

Festas de Nossa Senhora das Neves (Roqueiro, Oleiros, Castelo Branco, sempre no 1º fim de semana de Agosto)

Festas de Nossa Senhora da Nazaré e de Nossa Senhora do Almortão (Foz do Giraldo, dia móvel, sempre no 1º fim de semana de Agosto)

Festa em honra de Santa Margarida (Oleiros, Castelo Branco, Portugal; dia móvel, sempre no 2º domingo de Agosto)

Festas de Santa Margarida (Admoço, Oleiros, Castelo Branco, dia móvel, sempre no 2º fim de semana de Agosto)

Festas de Nossa Senhora da Conceição (Cardosa, Oleiros, Castelo Branco, dia móvel, sempre no 2º fim de semana de Agosto)

Festas de Nossa Senhora da Confiança (Ribeira da Isna, Oleiros, Castelo Branco, sempre no 2º fim de semana de Agosto)

Festa de Nossa Senhora da Conceição (Sarnadas de S. Simão, Oleiros, Castelo Branco, sempre no 2º fim de semana de Agosto)

Festa em honra de Nossa Senhora dos Remédios (Sendinho da senhora, Amieira, Oleiros, Castelo Branco)

Festa em honra de Nossa Senhora de Fátima (Cambas, Oleiros, Castelo Branco)

Festa em honra de São Bartolomeu (Quartos d`Aquém, Álvaro, Oleiros, Castelo  Branco; dia móvel, sempre no 3º fim de semana de Agosto)

Festas de Nossa Senhora da Paz (Milrico, Oleiros, Castelo Branco, dia móvel, sempre no 3º fim de semana de Agosto)

Festas de Nossa Senhora da Confiança (Orvalho, Oleiros, Castelo Branco, dia móvel, sempre no 3º fim de semana de Agosto)

Festa em honra do Senhor Jesus do Vale Terreiro e Nossa Senhora do Bom Sucesso (Madeirã, Oleiros, Castelo Branco; dia móvel, sempre no 3º fim de semana de Agosto)

Festa em honra de São Francisco de Assis (Amieira, Oleiros, Castelo Branco, sempre no 3º fim de semana de Agosto)

Festas de São João Baptista (Sobral, Oleiros, Castelo Branco, dia móvel, sempre no 4º fim de semana de Agosto)

Festa em honra de Nossa Senhora da Agonia (Urraca, Amieira, Oleiros, Castelo Branco; dia móvel, sempre no 4º fim de semana de Agosto)

Festa em honra de São Bartolomeu (Orvalho, Oleiros, Castelo Branco, sempre no 4º fim de semana de Agosto)

Festas em honra de Nossa Senhora das Dores e Santo António (Isna, Oleiros, Castelo Branco, sempre no 4º fim de semana de Agosto)

“Bandalheira” (Isna, Oleiros, Castelo Branco, incluido nas festas de Nossa Senhora das Dores e Santo António)

15 Agosto: Festa em honra de Nossa Senhora dos Remédios (Sardeiras de Baixo, Oleiros, Castelo Branco)

- Setembro:

Festas de Nossa Senhora da Vitória ( Mosteiro, Oleiros, Castelo Branco, sempre no 1º fim de semana de Setembro)

Festas de Nossa Senhora da Guia (Abitureira, Amieira, Oleiros, Castelo Branco, 2º fim de semana de Setembro)

Festas de Nossa Senhora da Nazaré e Senhora do Almortão (Foz do Giraldo, Orvalho, Oleiros, Castelo Branco, sempre no 2º fim de semana de Setembro)

Festas de São Miguel e Santa Justa (Cava, Oleiros, Castelo Branco, dia móvel, sempre no 4º fim de semana de Setembro)

- Outubro: Festas de Nossa Senhora das Necessidades (Serra, Oleiros, Castelo Branco, sempre no 2º fim de semana de Outubro)

- Dezembro: Festas de Nossa Senhora do Bonfim (Pisoria, Oleiros, Castelo Branco, sempre no 4º fim de semana de Dezembro)

## Procissões
- Domingo de Passos: Procissão dos Passos / Procissão de Nosso Senhor dos Passos (19h)
- Domingo antes da Páscoa: Procissão de Ramos /Domingo de Ramos
- Quinta-feira Santa: Procissão dos Fogaréus (18h)
- Sexta-feira Santa : Procissão do Enterro do Senhor
- Sábado Santo: Cerimónia da Santa Bênção do Lume Novo (21h)
- Domingo de Páscoa: Procissão da Ressurreição do Senhor (12h)
- 2º Domingo depois da Páscoa: Procissão da Senhora da Saúde – Santuário Mariano de Rabaças
- Domingo mais próximo de 20 de julho: Procissão de Santa Margarida
- Procissão do Corpo de Deus
- Procissão de Nossa Senhora de Fátima
- 8 de dezembro: Procissão da Imaculada Conceição

## Feiras e Mercados
- Designação: Mercados Semanais; Local: Oleiros; Data: Todas as Terças Feiras
- Designação: Feira de Março; Local: Vila de Oleiros; Data: 25 de Março
- Designação: Feira dos Santos; Local: Vila de Oleiros; Data: 1 de Novembro
- Designação: Feira de Julho; Local: Vila de Oleiros; Data: 1º Domingo de Julho
- Designação: Feira do Roqueiro; Local: Roqueiro; Data: 14 de Agosto
- Designação: Feira do Estreito; Local: Estreito; Data: 24 de Junho
- Designação: Feira do Orvalho; Local: Orvalho; Datas: 3 de Maio, 29 de Junho e 13 de Agosto
- Designação: Feira da Isna; Local: Isna; Data: Último Domingo de Agosto